# Miskolczy Ambrus
Miskolczy Ambrus (Marosvásárhely, 1947. szeptember 29. – Nagykovácsi, 2023. október 5.) Széchenyi-díjas romániai születésű magyar történész, a történettudományok doktora (1997), professor emeritus. Az MTA Magyar-Román Történész Vegyesbizottság alelnöke. A Közös dolgaink, az Encyclopaedia Transylvanica című könyvsorozat, az Europa Balcanica-Danubiana-Carpathica című évkönyv szerkesztője. Az Eötvös Loránd Tudományegyetem Bölcsészettudományi Kar Romanisztikai Intézet oktatója.

## Kutatási területe
„A magyar-román-szász erdélyi együttélés története; a polgárosodás társadalom- és eszmetörténete. Kutatómunkája az erdélyi együttélés problémakörére összpontosul, ideértve a mítoszteremtés eszmetörténeti okait és mikéntjét.”

## Életpályája
Gyermekéveit Erdélyben töltötte, elemi és középfokú tanulmányokat Romániában folytatott. Édesanyja halála (1964) után települt át apjával és anyjának rokonával Budapestre. Felsőfokú tanulmányokat 1967–1972 között az Eötvös Loránd Tudományegyetemen történelem-francia szakon folytatott. Érdeklődési körét, kutatási területeit nagy mértékben meghatározták az erdélyi nemzetiségi kisebbségi létben szerzett tapasztalatai. Magyarországi kutatóként még a Ceaușescu–diktatúra legkeményebb időszakaiban is sikerült kieszközölnie, hogy brassói, bukaresti levéltárakban kutasson. A háromnyelvűség (magyar, román, német) természetes volt számára.
Pályáját az ELTE BTK közép-európai és nemzetiségi kutatócsoportban kezdte (1972–1978). 1978–1983-ig az MTA Történelemtudományi Intézetének, majd 1983–1987-ig az MTA Közép- és Kelet-Európa Központ munkatársaként működött. 1987 óta az ELTE BTK Román Filológiai tanszékvezetője, 1987–1999 között docense, 1999 óta egyetemi tanára. A történettudományok kandidátusa 1987-től, doktora 1997-től. Az ELTE Történelemtudományok Doktori Iskola – 19-20. századi kelet-európai történelem, ruszisztika Doktori Program egyik előadója. Számos külföldi és hazai szakfolyóiratban adja közre tudományos közleményeit (Századok, Történelmi Szemle, Világtörténet, Levéltári Közlemények, Hadtörténelmi Közlemények, Klió, História, Aetas, Mozgó Világ, Holmi, Valóság stb.)

## Családja
Szülei: Miskolczy Dezső orvos, neurológus és gróf Béldi Zsuzsanna voltak. 1971-ben házasságot kötött Makkai Évával. Két lányuk született; Barbara (1973) és Zsuzsanna (1976).

## Művei (válogatás)
- Erdély története III. (Főszerk. Köpeczi Béla Szerk. Szász Zoltán Budapest, 1986.) Miskolczy Ambrus társszerző.
- A brassói román levantei kereskedőpolgárság (1780–1860) (1987)
- Egyház és forradalom (1991)
- A fanariótáktól a Hohenzollernekig (Trócsányi Zsolttal, 1992)
- Eszmék és téveszmék (esszék, 1994)
- Lélek és titok a 'mioritikus tér' mítosza, avagy Lucian Blaga eszmevilágáról (1994)
- A zsidóemancipáció Magyarországon 1849-ben (1999)
- "A Führer olvas" (1999)
- A legendák varázsa. Jules Michelet kelet-európai mítoszai és a magyar-román párbeszéd a 19. század derekán (2000)
- Szellem és nemzet (2001)
- Határjárás a román-magyar közös múltban (2004)
- Románok a történeti Magyarországon (2005)
- Horn Ede (2006)
- A modern magyar demokratikus kultúra "eredeti jellegzetességeiről" 1790–1849 (2006)
- A felvilágosodás és a liberalizmus között (2007)
- Eposz és történelem. A Cigányiász avagy a cigánykép és az önkép megjelenítése a magyar és a román irodalomban (2007)
- Mítoszok és ellenmítoszok között. Párbeszéd irodalommal és történelemmel (2008)
- Kazinczy Ferenc útja a nyelvújítástól a politikai megújulásig I.-IV. (2009–2010)
- A szarvasfiúk "rejtélye" (2010)
- Modern mítoszok csapdáiban. Caragiale és Sebastian; Kriterion, Kolozsvár, 2011 (Gordiusz)
- "Tiszta forrás" felé... Közelítések Bartók Béla és a Cantata profana világához; Gondolat, Bp., 2011
- On the path to romanticism. The Gypsies of the enlightenment : the Ţiganiada (Gypsiada) or the reflection of the Gypsy image and self image in Hungarian and Romanian literature (Eposz és történelem); angolra ford. Kniezsa Veronika; Lucidus, Bp., 2012
- Milyen nemzetet az emberiségnek? Kazinczytól Kossuthig, Széphalomtól Turinig; Gondolat, Bp., 2012
- Miskolczy Ambrus–Varga E. Árpád: Jozefinizmus Tündérországban. Erdély történeti demográfiájának forrásai a XVIII. század második felében; Tarsoly, Bp., 2013
- A modernitás útjain és tévútjain; Lucidus, Bp., 2013 (Kisebbségkutatás könyvek)
- A pásztor bölcsessége. A bárányka útja Sovejától Párizsig és vissza: fejezetek 150 esztendő román eszmetörténetéből a romantikus nacionalizmustól napjainkig; Kriterion, Kolozsvár, 2013 (Gordiusz)
- A szabadság ára. Archaizmus és modernizmus a magyar és román kulturális és politikai térben; ELTE Eötvös, Bp., 2013 (Europica varietas)
- Cioran hosszú kamaszkora avagy Mi legyen a fasiszta múlttal? Történeti esszé; Gondolat, Bp., 2014
- A múlt megszelídítése. Eszmetörténet és historiográfia határán; Gondolat, Bp., 2014
- A Vasgárda, 1927–1937. Antiszemitizmus, mitológia, vallás; Gondolat, Bp., 2015
- Inter scyllam et charybdim. Identitásképző stratégiák és a budapesti Román Filológiai Tanszék története. A Magyar-Román Történész Vegyesbizottság magyar és román szekciójának közös konferenciája; szerk. Miskolczy Ambrus, Hergyán Tibor, Nagy Levente; ELTE Eötvös, Bp., 2015 (Europica varietas)
- A bolygó zsidó Bécsben. Gustave d'Eichthal, Metternich és a magyar kérdés 1836–1837-ben; Attraktor, Máriabesnyő, 2016 (Scripta Iudaica)
- Felvilágosodás és babonaság. Erdélyi néphiedelem-gyűjtés 1789–90-ben; Baló Bálint et al. válaszai Michael von Brukenthal körkérdésére; előszó, szerk., jegyz. Miskolczy Ambrus; L'Harmattan–Könyvpont–PTE Néprajz-Kulturális Antropológia Tanszék, Bp.–Pécs, 2016 (Fontes ethnologiae Hungaricae)
- Filológia, nemzet, vallás. Simeon Magyar munkássága: ismeretlen fejezetek a román tankönyvirodalom történetéből; ELTE Eötvös, Bp., 2018 (Europica varietas)
- A Vasgárda II., 1937–1964. Antiszemitizmus, mitológia, vallás; Gondolat, Bp., 2019
- Román nemzetgyűlés Gyulafehérvárott. Mit jelent Erdély a román nemzettudatban, avagy miért lett román nemzeti ünnep december 1-je?; Magyar Szemle Alapítvány, Bp., 2019 (Magyar szemle füzetek)
- Széchényi Ferenc a szabadkőművesség erénykultuszától a katolikus megújulásig; Universitas, Bp., 2019
- "A sátán jegyében" avagy "A történelem terrorja". Románia, 1918–1945; Kalota Művészeti Alapítvány, Bp., 2019
- A román középkor időszerű kérdései. Régi-új viták és közelítések; Magyarságkutató Intézet, Bp., 2021 (A Magyarságkutató Intézet kiadványai)
- A Hunyadi-per előtörténete; Kriterion, Kolozsvár, 2021 (Gordiusz)
- Dákok, vasgárdisták, kommunisták. Román historiográfiai tájakon; Szépirodalmi Figyelő Alapítvány, Bp., 2022
- A Hunyadi-per. A mítoszok valósága és a valóság mítoszai párbeszédben; Ráció, Bp., 2022

## Társasági és szerkesztőségi tagságai
- A bukaresti Nicolae Jorga Történettudományi Intézet külső tagja
- Az USA-ban működő Society for Romanian Studies tagja
- A New International Journal of Romanian Studies szerkesztőségi tagja

## Díjak, elismerések
- Akadémiai Díj (1987)

- Széchenyi professzori ösztöndíj (1997–2000)
- Ránki György-díj (1999)
- Charles Simonyi-ösztöndíj (2002)
- Akadémiai Díj (2005)
- Széchenyi-díj (2012)
- Szent-Györgyi Albert-díj (2021)[7]